# Parc des berges du Rhône
Le parc des berges du Rhône est un parc lyonnais de 5,5 ha situé dans le quartier Gerland du 7e arrondissement de Lyon. Il crée une continuité entre le parc Henry-Chabert, la Halle Tony Garnier et les quais du Rhône à travers une promenade piétonnière dont le dessin suit les courbes de la pente, séparant l’espace bas de l’espace haut, et une voie cyclable transversale.

## Description
Le parc offre une vaste prairie de jeux orientée vers le sud, bordée de 3 gradins enherbés. Cet espace est régulièrement ouvert à des événements festifs et musicaux. On peut aussi trouver une terrasse-belvédère et un jardin au nord, dans une ambiance méditerranéenne, avec notamment la présence de figuiers. Le long des berges, une peupleraie a été plantée (peupliers blancs ou noirs, trembles, grisards). Son traitement paysager respecte l’aspect naturel de la ripisylve. La mise en lumière du parc propose un éclairage fonctionnel et d’ambiance, notamment à partir d’un jalonnement de lanternes redessinant certaines allées la nuit.
L'opération a été effectuée dans le cadre de la Zone d'aménagement concerté du Parc de Gerland. Le maitre d'ouvrage était le Grand Lyon et la maîtrise d'œuvre a été assurée par Tim Boursier et Anne Laure Giroud, assistée de l'éclairagiste LEA. Les travaux pour sa réalisation ont duré d'octobre 2008 à avril 2010.
Le parc héberge la base nautique du club de kayak local Canoë Kayak Lyon Oullins la Mulatière, à côté de l'arrêt "Halle Tony Garnier" du tramway T1.